# Thomas Krokowski
Thomas Krokowski, né le 24 mars 1957 à Wipperfürth, est un ancien joueur de handball allemand. 

## Biographie
Dans sa jeunesse, Krokowski débute au SV Wipperfürth. À 18 ans, il rejoint le VfL Gummersbach. Là-bas, le spécialiste de la défense reste 14 ans et remporte avec l’équipe divers titres nationaux et internationaux. Lors de l'attaque, Krokowski joue dans les premières années sur la gauche, puis, après le retrait de Heiner Brand, il passe au centre. Pour le VfL Gummersbach, il dispute 316 matches de Bundesliga au cours desquels il inscrit 679 buts. En 1989, il s'installe au Bayer 04 Leverkusen, où il est actif pendant deux saisons. Pour l'équipe d'Allemagne, Krokowski joue 33 matchs internationaux au cours desquels il marque 55 buts. À partir de 1991, il est un «joueur amateur» chez TS Bergisch Gladbach et TV Refrath dans la ligue d’État ou d’association. Au TV Refrath, Krokowski est entraîneur-joueur. 
À partir de 1995, il est directeur sportif chez VfL Gummersbach pendant deux ans. 
Krokowski est diplômé en commerce et travaille en tant que directeur général dans une agence de communication d'entreprise. Il vit à Herkenrath, est marié et a deux enfants. 

## Palmarès
Compétitions internationales
- Vainqueur de la Coupe des clubs champions (C1) (1) : 1983
- Vainqueur de la Coupe des coupes (C2) (2) : 1978, 1979
- Vainqueur de la Coupe de l'IHF (C3) (1) : 1982
  - Finaliste en 1980
- Vainqueur de la Supercoupe d'Europe (2) : 1979, 1983

Compétitions nationales
- Vainqueur du Championnat d'Allemagne (4) : 1982, 1983, 1985, 1988
  - Vice-champion en 1978, 1980, 1981
- Vainqueur de la Coupe d'Allemagne (5) : 1978, 1979, 1982, 1983, 1985